# 하야약사사적

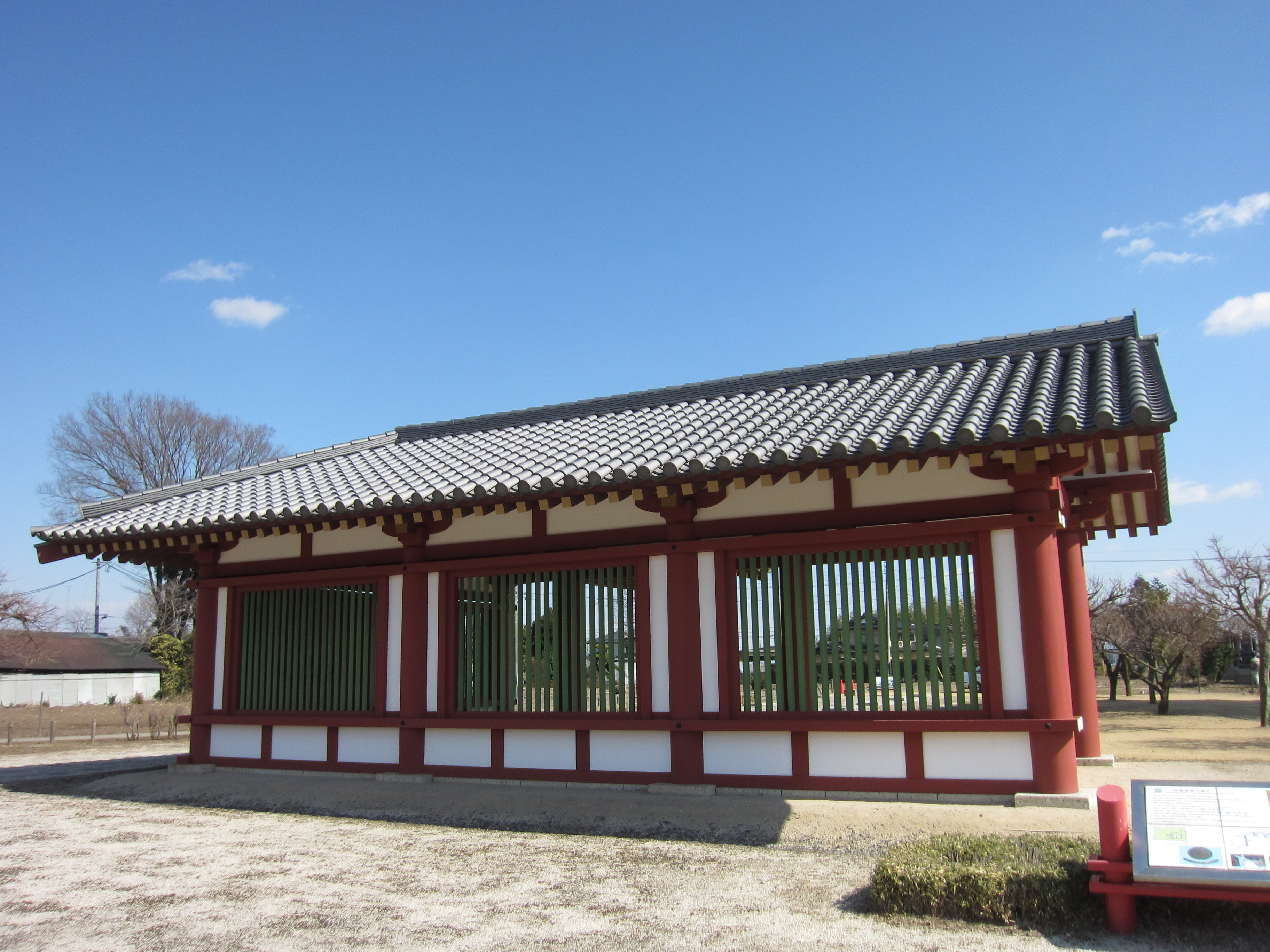

하야약사사적(下野薬師寺跡)은 도치기현(栃木県)시모쓰케시(下野市)에 있는 고대사원적이다. 국가 사찰(寺院)으로 사적(史跡)되어 있다.
사원명칭은 약사사(薬師寺)였지만 그 지방의 옛 이름을 따서 하야약사사(下野薬師寺) 로 기제되는 경우가 많기 때문에 본 항목에서도 하야약사사로 표기하고 설명한다.

## 개요
도치기현(栃木県)남부 기누강(鬼怒川)오른편으로펼쳐지는 광대한 평야위에 위치하며 나라 시대(奈良時代)정식으로 승가(僧尼)를 인정하는 계단(戒壇)이 설치되었다고 알려져 있다. 당시 계단은 그 절 이외에도 나라의 도다이지(東大寺)츠쿠시(筑紫)의 간제온지(観世音寺)밖에 설치되어있지 않았기에 이들은「삼계단(三戒壇)」으로 총칭되었다. 그밖에 도경(道鏡)鏡이 우좌팔번궁신탁사건(宇佐八幡宮神託事件)이후 좌천된 곳 으로도 알려진 사원이다.
하야약사사는 쇠퇴와 중흥을 반복하고 있으며 현재는 초기 사원적의 발굴조사가 진행되고 있다. 또한 사적지에는안국사(安国寺)가 설치되어 하야약사사의 법등(法燈)을 현재에 전하고 있다.

## 역사

### 창건
약사여래(薬師如来)를 신앙하는「약사신앙」은 중국에서는 돈황(敦煌) 한반도(朝鮮半島)에서는 신라(新羅)에서 찾아볼 수 있다. 일본에서는 아스카 시대(飛鳥時代)에는 전래되었다고 여겨진다. 일본에서 약사신앙이 왕성해진것은は쇼토쿠 태자(聖徳太子)가 요메이 천황(用明天皇)의 병환치유를 기도하여 약사여래(薬師如来)상을 세운 이래 、덴무 천황(天武天皇)9년(680년)11월에 천무천황이皇황후(皇后)의 병환 치유를 기원하여 야마토국(大和国)에に야쿠시지(薬師寺)를 건립했을때로 부터이다.
하야(당시에는下毛野)라는 문자가 육국사(六国史)에 자주 등장하게 된것도 이때 부터로 야마토국의 약사사 건립 발원으로부터 4년후의 천무천황13년年(684년)11월 일본 전국의 52씨가 천무천황으로부터 사성(賜姓)받아 하야국 조가(造家)인 하모야군(下毛野君)도 대삼륜군(大三輪君)이나 대야군(大野君)상모야군(上毛野君) 나카토미씨(中臣連)석천신(石川臣)앵정신(櫻井臣)등과 함께 조신성(朝臣姓)을 하사받았다. 그 수년 후(지토 천황(持統天皇)원년(687년)3월(689년) 4월(690년)8월)로 귀화한 신라인이 하모야국에서 부전(賦田)을 받아 거주하기 시작했다는 기록이 있으며 창건에 관계했다고 여겨지는직광사하모야고마려(直広肆下毛野古麻呂)도 같은해 10월의 조(条)에 등장한다.
하야약사사가 건립된것도 이 천무천황에서 지통천황의 시대로 여겨지며『류취삼대격(類聚三代格)』에는「천무천황소건립지(天武天皇所建立地)」라써 있으며、『속일본후기(続日本後紀)』에서는「下野国言、薬師寺者天武天皇所建立地也」이라 써 있다. 또한 시모쓰케시(下野市)는 하야약사사는 7세기말에 하모야고마려(下毛野古麻呂)가 세운 절 이라 생각된다 라는 견해이다 현재에도 약사사 라고 이름지어진 절은 모두 천황의 의향에 의해 세워진 절 이라는것을 보아 하야약사사도 나라 시대(奈良時代)이전에 당시의 일본 중앙정부의 권력자가 건립한 절이라 여겨진다.
발굴 조사 결과 출토된 기왓장이 대화(大和)천원사(川原寺)계의 팔엽복변련화문(八葉複弁蓮華文)의 헌환와(軒丸瓦)와 중호문헌평와(重弧文軒平瓦)인걸로 보아 7세기말의 천무조의 창건 일 것으로 추정된다.

### 개사

#### 삼계단(三戒壇)으로서의 융성
『속일본기(続日本紀)』에 의하면 덴표쇼호(天平勝宝)원년 7월月13일(749년年9월3일)전국제사간전지한이(全国諸寺墾田地限)정해졌을 때에는 나라(奈良)의 호류지(法隆寺)나 시텐노지(四天王寺) 신약사사 쓰쿠시 국(筑紫)의 간제온지(観世音寺)등과 나란히 500정(町)이었다. 다이안지(大安寺), 야쿠시지(薬師寺), 고후쿠지(興福寺)법화사, 국분금광명사(도다이지(東大寺))는 4000정、간고지(元興寺)는 2000정이었다.
나라 시대(奈良時代)에는 승려에게 계율을내리고 정식 승려 자격증명서인 도첩제(度牒)을 발급하는 계단이 설치되었다. 당시에는 동국의 승려를 담당하고 중앙계단(나라의 국분금광명사 계단원)과 서계단(도다이지東大寺)의 관세음사 계단원)에 대하여(간제온지観世音寺의 관세음사)에 「동계단(東戒壇)」으로도 불리었다. 이들은「본조삼계단(本朝三戒壇)」(천하삼계단,일본삼계단이라고도)이라 총칭되며 국내의 승가(僧侶)들을 통제했다.
호키 (宝亀)원년(770년)에 중앙정계에서 권력을 휘두르던 도경(道鏡)이 고켄 천황(称徳天皇)의 죽음으로 인해 좌천되어 당 사찰의 조사寺별당(別当)(조사사의の장관)이 되었다.이토록 당 사찰은 특별한 역할을 담당하는 관사였다고 생각되고 있다도경은 772년 이 땅에서 몰하였으며 용흥사(龍興寺)에 무덤이 전해지고 있다.

#### 쇠퇴
헤이안 시대(平安時代)에 들어서자 히에이산(比叡山)의 계단설치와 함께 계단의 수요가 없어져 점차 쇠퇴하기 시작했다. 그 이유로서 당시 계단에 웅거하여 존속하던 특정 교단을 갖고있지 않았기 때문에 계율경시의 풍조에 저항하지 못했다고 생각된다.
그럼에도 불구하고『일본삼대실록(日本三代実録)』에 의하면 874년5월18일(조간 (貞観)16년4월月25일)부터 3일동안 60명의 승려가 헤이안쿄(平安京)자신전(紫宸殿)에서대반야경(大般若経)의 전독(伝読)을 행하였지만 그 금자 인왕경(金字仁王経)71부를 오기칠도(五畿七道)각국에 한부씩 배부했을 뿐 아니라 당 사찰에는 다자이후간제온지(大宰府観世音寺)및 부젠국우사 신궁(豊前国弥勒寺)와 나란히 각국 배부분과는 다른 한부가 배치되어있어 동국에 있어서 당 사찰이 높은 위치에 있었음을 짐작할 수 있다.

#### 중흥과 그 후
가마쿠라 시대(鎌倉時代)겐큐 (建久)4년(1193년)에는 미나모토노 요리토모(源頼朝)에 의해 공승3구가 모아졌을 뿐 아니라 가마쿠라 막부(鎌倉幕府)로부터의적극적인 후원이 있었음을 엿볼 수 있다. 그 후 자맹상인(慈猛上人)이 계단을 부흥시켜 당사는 계율・진언의 도장으로서 융성하였으며 절 앞은 문전 시장도 형성되었다고 한다.
무로마치 시대(室町時代)때 무로마치 막부(室町幕府)는 선종(禅宗)에의 귀의가 독실했다. 계율・진언에 의거한 당사는 새로운 비호자(庇護者)를 구해 아시카가 다카우지(足利尊氏)・아시카가 다다요시(直義) 가 전국에 안국사리생탑을 세운다는 의향을 받아들여 랴쿠오(暦応)2년(1339년)에「안국사(安国寺)」로 개명했다. 단, 일반적으로는 그 후에도 근세까지 「하야약사사」로 불리었다.
근세 초두에는 약사사 부동원의 맥을 잊는 안국사가 구가람내에 재건되어(현재의 안국사)사타케(佐竹)씨로부터 사령10석을 기진(寄進)받았다.또한 약사사 지장원(地蔵院)의 맥을 잊는다는 용흥사(龍興寺)는 사타케씨로부터 사령20석을 기진 받았다. 두 사찰은 덴나(天和)원년(1681년)부터 교호(享保)4년(1719년)에 걸쳐 약사사의 정통을 분쟁하는 소송을 제기하였다. 의논끝에 덴포(天保)9년(1838년)「안국사는계단 용흥사는 감진묘소(鑑真墓所)를 수호한다」는 합의에 달하여 현재에 이르고 있다. 또한 이 과정에서 『약사사연기(薬師寺縁起)』・『자맹상인행상기(慈猛上人行状記)』가 씌여져 약사사의 사적을 현재에 전하고 있다.

### 약년표
- 백봉기(白鳳期)・덴지 천황(天智天皇期)(7세기말)창건되었을 것으로 추정된다.
- 덴표天平5년(733년)경 하야약사사 조사사(造寺司)가 설치되었다.
- 덴표쇼호(天平勝宝)원년(749년)제사간전지한도가 정해져 당사는 500정이 인정되었다.
- 천평승보6년(754년)야쿠시지(薬師寺)의 승행신 (僧行信)이 우사 신궁(八幡神宮)의 대신다마려등과 주저(呪詛)를 행한 벌로 형부성의 취조를 받고 당사에 유배되었다.
- 덴표호지(天平宝字)5년(761년)축자 관세음사와 함께 계단이 설치되었다.
- 호키 (宝亀)원년(770년)도경이 좌천되어 조사별당이 되었다.(772년 몰)
- 가쇼 (嘉祥)원년(848년)강사(講師)가 설치되었다.
- 800년대 탑소실. 후에 가람 밖에 탑이 재건되었다.
- 가마쿠라 시대(鎌倉時代) 자맹(慈猛)이 재흥 시켰다.
- 랴쿠오(暦応) 2년(1339년)안국사로 개명.
- 겐키(元亀)원년(1571년)후북조씨(後北条氏)와 결성다하곡씨(結城多賀谷氏)에 의한 전란에 휩쓸려 소실되었다.

## 경내
발굴조사 결과 밝혀진 사역(寺域)은 동서 약250m 남북 약330m이다. 가람(伽藍)배치는 일탑삼금당 으로서 가람중앙에 탑, 그리고 그 북으로 규격이 다른 동서금당이 확인되어 회랑 북쪽에 중금당이 붙는 배치이다. 일탑삼금당의 예로서 아스카데라(飛鳥寺)를 들 수 있지만 당탑의 배치는 다르다. 또한 쇼와 40년대(昭和40年代)의 발굴조사 시점에서는 가람의 중앙에 금당 그 북동에 탑(塔)북서에 계단이 있었을것으로 생각된다.
또한 중금당의 북쪽으로는 강당이 있어 다시 그 북쪽으로 승방이 있었던것으로 확인되고 있다. 덧붙여 가람 동편으로는 가람내의 탑이 소실된 후 다시 세워진 탑이 있는 것으로 확인되었다.

## 문화재

### 국가사적
- 下하야약사사적 - 대정10년3월3일지정

### 하야시지정 유형문화재
- 하야약사사적 출토기와(백봉(白鳳)기와)(고고자료) - 소화60년12월6일지정[8].
- 하야약사사 가람초석(고고자료) - 소화60년12월6일지정.

## 현지정보
소재지
- 도치기현 시모츠케시 야쿠시지1636 (位置틀:ウィキ座標)

부속시설
- 하야약사사 역사관
  - 입관료：무료
  - 개관시간：오전9시-오후5시(입장은 오후4시30분까지)
  - 휴관일：월요일, 제3화요일, 공휴일 익일(토일공휴일개관)

교통 악세스
- 동일본여객철도(東日本旅客鉄道)(JR동일본)우쓰노미야 선(宇都宮線)(도호쿠 본선)
  - 지치이다이 역(自治医大駅) ((도보 약30분)약 2.5km
  - 고가네이 역(小金井駅) - 약5.0km. -렌탈사이클가능

주변
- 안국사 (安國寺) (위치)-하야약사사 후계사원으로서 약사사 부동원(不動院)의 맥을 따른다고 한다.
- 용흥사(龍興寺) (위치)-하야약사사 별원으로 약사사 지장원의 맥을 따른다고 한다.
- 약사사 팔번궁 (위치)-하야약사사 진수(鎮守).

## 참고 문헌
- 『일본력사지명체계 도치기현의지명』(평범사)하내군남하내정 하야약사사적항